# Steve Gelbs
Steve Gelbs est un journaliste américain. Il est commentateur sportif de SportsNet New York (SNY) affecté à la couverture Mets de New York.

## Enfance et études
Gelbs naît et grandit à Greenwich (Connecticut). Son père, Scott Gelbs, était physiothérapeute des Rangers de New York. Dès l'enfance, Gelbs est fan des Rangers et des Yankees de New York. Diplômé de l'université de Syracuse, il suit des cours de journalisme sportif,.

## Carrière
Après avoir travaillé pour la chaîne MSG, Gelbs rejoint SNY comme commentateur en 2013,,.